# Westfälische Ehrengalerie
Die Westfälische Ehrengalerie wurde im Jahr 2002 von der Stiftung Westfalen-Initiative ins Leben gerufen. In die Ehrengalerie nimmt der Vorstand der Stiftung alle zwei Jahre eine historische und eine lebende Persönlichkeit auf, die sich in einer bestimmten Disziplin besonders um Westfalen verdient gemacht haben. Bisher wurden die Bereiche Kirche und Religion, Wirtschaft und Verwaltung, Kunst und Literatur, Medizin und Finanzwissenschaften berücksichtigt. Die Aufnahme wird im Rahmen eines Festakts begangen. Ziel der Westfälischen Ehrengalerie ist die Stärkung der westfälischen Identität. Sie macht wichtige westfälische Persönlichkeiten und ihre Verdienste regional und überregional bekannt.

## Ehrungen
| Jahr | Kategorie                  | Persönlichkeit                                           | Laudatio                |
| ---- | -------------------------- | -------------------------------------------------------- | ----------------------- |
| 2002 | Historische Persönlichkeit | Pater Werner Rolevinck                                   | Peter Johanek           |
| 2002 | Lebende Persönlichkeit     | Altabt Stephan Schröer OSB                               | Christiane Underberg    |
| 2004 | Historische Persönlichkeit | Ludwig Freiherr von Vincke                               | Franz-Josef Jakobi      |
| 2004 | Lebende Persönlichkeit     | Friedrich Wilhelm Peter von Möller                       | Dieter Harald Berghöfer |
| 2006 | Historische Persönlichkeit | Annette von Droste-Hülshoff                              | Harald Hartung          |
| 2006 | Lebende Persönlichkeit     | Rosemarie Trockel                                        | Barbara Engelbach       |
| 2008 | Historische Persönlichkeit | Johannes Wesling                                         | Rudolf Stadler          |
| 2008 | Lebende Persönlichkeit     | Ulrich Gleichmann, Reiner Körfer                         | Berndt Lüderitz         |
| 2010 | Historische Persönlichkeit | Heinrich Friedrich Karl Reichsfreiherr vom und zum Stein | Heinz Duchhardt         |
| 2010 | Lebende Persönlichkeit     | Hans Tietmeyer                                           | Jean-Claude Trichet     |
| 2013 | Historische Persönlichkeit | Felix Gerritzen                                          | Dieter H. Jütting       |
| 2013 | Lebende Persönlichkeit     | Christoph Metzelder                                      | Carsten Cramer          |